# Aeroporto de Muriaé
O Aeroporto de Muriaé / Cristiano F. Varella (IATA: NBM, ICAO: SNBM)) serve a cidade de Muriaé, Minas Gerais. Possui uma pista asfaltada de 1.140 metros de extensão por 23m de largura. Utilizado basicamente por aeronaves particulares e governamentais. 
Esse aeroporto fazia parte do "Voe Minas Gerais", Projeto de Integração Regional – Modal Aéreo, que foi desativado em 30 de junho de 2019.

## Companhias aéreas e destinos
Atualmente não existem voos regulares para esse aeroporto, inclusive, os pousos estão proibidos.